# Shel Shapiro
Norman David Shapiro, detto Shel (Londra, 16 agosto 1943), è un cantautore, produttore discografico e attore britannico naturalizzato italiano, noto anche per essere stato il frontman dei Rokes.

## Biografia

Shel Shapiro con la moglie Maria Lina Carreri nel 1969

Nato da una famiglia ebraica di origini russe, nel 1963 debutta in Italia col suo gruppo, gli Shel Carson Combo. Il gruppo cambia nome in The Rokes e accompagna Rita Pavone nel suo spettacolo Gian Burrasca. Negli anni sessanta The Rokes raggiungono il successo in Italia, vendendo più di 5 milioni di dischi e contendendo all'Equipe 84 e a I Camaleonti il titolo di principale gruppo del beat italiano.
Nel 1970, dopo un concerto al Teatro Parioli di Roma, i Rokes si sciolgono. Da quel momento Shapiro intraprende la carriera di cantante solista: incide Mi chiamo David Shel Shapiro, un album di cui è anche autore, facendosi notare da pubblico e critica per la sua vena creativa.
Nel 1972 incide Affittasi, album maturo in cui Shapiro interpreta in inglese alcune pagine memorabili della sua discografia. Wasn't it good Enough (incisa nel 1971 da Patty Pravo, che la presenta con notevole successo a Canzonissima), Un po' di più e The same old chair (anche queste incise dalla Pravo), The sawdust circus e l'acustica E un altro giorno passa senza te fanno di Shapiro una delle firme più autorevoli del panorama musicale italiano.
Nello stesso periodo si afferma come autore, arrangiatore e produttore per molti interpreti della canzone italiana. Fra i brani da lui composti: Era per Wess e Dori Ghezzi, Non ti bastavo più per Patty Pravo, Quante volte per Mia Martini, Stupidi per Ornella Vanoni, Giorni ed E poi per Mina, Help me per i Dik Dik. Nel 1977 fonda, insieme ad Alessandro Colombini e Silvio Crippa, la casa discografica Spaghetti Records, con cui scopre e lancia artisti come i Decibel, Marco Ferradini, Gerardo Carmine Gargiulo e altri.
Nel 1982 scrive con Mia Martini il brano Quante volte e produce il suo disco di successo, Quante volte... ho contato le stelle. Come produttore lavora, tra gli altri, per Mia Martini, Gianni Morandi, Rino Gaetano, Riccardo Cocciante,  i Decibel e il primo Enrico Ruggeri, Ombretta Colli, Luca Barbarossa, David Riondino.
Il 3 novembre 1992, la moglie Maria Lina Carreri, ex fotomodella e Miss Cinema 1962, si toglie la vita. Si erano sposati nell'aprile 1969 e avevano avuto una figlia, Malindi, nel 1978.
Nel 2000, con la complicità di Cochi e Renato, torna alla passione giovanile della recitazione (era sua la caratterizzazione di un monaco in Brancaleone alle crociate). Partecipa a Nebbia in Valpadana, serie su Rai Uno e a Il nostro matrimonio è in crisi di Antonio Albanese. Nel 2006 recita nel film Il giorno + bello. Nel 2007 è protagonista dello spettacolo teatrale ...Sarà una bella società, scritto da Edmondo Berselli, nel quale narra le speranze, le illusioni dei giovani con l'aiuto delle musiche che hanno contrassegnato un'epoca. Lo spettacolo diventa un CD nel 2008, un DVD nel 2009 ed è trasmesso da Rai 2 il 10 dicembre 2009.
Nel 2008 compare in Anna e i cinque su Canale 5. Il 13 febbraio 2009 con la canzone È la pioggia che va si aggiudica la vittoria della prima edizione della trasmissione di Rai 1 Ciak... si canta! condotta da Eleonora Daniele. Il 4 aprile 2009 prende parte alla manifestazione nazionale della CGIL, cantando il grande successo dei The Rokes Che colpa abbiamo noi. Dal 2012 è direttore artistico della rassegna di teatro contemporaneo Stars A Balestrino, organizzata del comune di Balestrino.
Nel 2013 riceve la Targa alla Carriera e si esibisce durante Musica da Bere presso il Teatro Corallo di Villanuova sul Clisi. Nel 2014 debutta nel musical Jesus Christ Superstar nel ruolo di Caifa.
Shel Shapiro è iscritto al Partito Radicale Transnazionale. È impegnato nel sociale ed è sostenitore di diverse associazioni senza scopo di lucro. È testimonial di Change Onlus, Fondazione Aspremare e Hanuman Onlus, citate anche nel suo libro Io sono immortale. Nel 2018 e nel 2019 intraprende un lungo tour con Maurizio Vandelli che lo porta a esibirsi nei maggiori teatri italiani. Nel 2021 pubblica due singoli, Non dipende da Dio e La leggenda dell'amore eterno. Nel video di quest'ultimo partecipa Mara Venier. Il 18 marzo 2022 pubblica Quasi una leggenda, disponibile anche in versione CD e libro con fotografie di Guido Harari.

## Discografia con i The Rokes

### Album in studio
- 1965 - The Rokes
- 1966 - The Rokes vol. 2
- 1966 - Che mondo strano
- 1968 - The Rokes
- 1969 - I successi dei Rokes

Raccolte
- 1977 - These Were the Rokes
- 1988 - Anthology

Live
- 1993 - Dal vivo al teatro Parioli - 1969

Singoli
- 1964 - Shake rattle and roll/Quando eri con me
- 1964 - Un'anima pura/She asks of you
- 1965 - C'è una strana espressione nei tuoi occhi/Ci vedremo domani
- 1965 - Grazie a te/La mia città
- 1966 - Ascolta nel vento/Il primo sintomo
- 1966 - Che colpa abbiamo noi/Piangi con me
- 1966 - È la pioggia che va/Finché c'è musica mi tengo su
- 1967 - Bisogna saper perdere/Non far finta di no
- 1967 - Eccola di nuovo/Ricordo quando ero bambino
- 1967 - Cercate di abbracciare tutto il mondo come noi/Regency sue
- 1968 - Le opere di Bartolomeo/Siamo sotto il sole
- 1968 - Lascia l'ultimo ballo per me/Io vivrò senza te
- 1968 - Qui non c'è nessuno/La luna è bianca, la notte è nera
- 1968 - Baby come back/Hello come stai
- 1969 - Ma che freddo fa/Per te, per me
- 1969 - 28 giugno/Mary
- 1969 - Ombre blu/Sempre giorno

### Come Les & Kim
- 1966 - La mia ispirazione/Unchained Melody

## Discografia da solista

### Album
- 1970 - Mi Chiamo David Shel Shapiro (RCA Italiana, PSL 10477)
- 1972 - Affittasi (Polydor, 2448 006)
- 1972 - Sawdust Circus (Polydor, 2480 126) (Versione tedesca di Affittasi)
- 1974 - Un po' di più (Polydor, 2449 006) (Versione low cost di Affittasi)
- 1987 - Per amore della musica (Durium, ms AI 77467)
- 2002 - Shel (Farita-S, 4 5062822)
- 2007 - Acoustic Circus (Bologna, Promo Music - Corvino Meda Editore, PM CD 012), in allegato al libro Storie, Sogni e Rock 'n Roll di Edmondo Berselli (Bologna, Promo Music - Corvino Meda Editore)
- 2008 - ...Sarà una bella società. Le Canzoni. part I (Bologna, Promo Music - Corvino Meda Editore, PM CD 0816)
- 2018 - Love and Peace (con Maurizio Vandelli)
- 2022 - Quasi una leggenda (Azzurra Music - Playaudio)

### Singoli
- 1972 - I'd do it all again / No sad song (Polydor, AS 174)
- 2021 - Non dipende da Dio (Azzurra Music - Playaudio)
- 2021 - La leggenda dell'amore eterno (Azzurra Music - Playaudio)
- 2022 - Angeli devastati (Azzurra Music - Playaudio)

## Filmografia

Shel Shapiro nei panni del capo dei Cherokee in Non cantare, spara (1968)

### Cinema
- Rita, la figlia americana, regia di Piero Vivarelli (1965)
- Brancaleone alle crociate, regia di Mario Monicelli (1970)
- Don Camillo e i giovani d'oggi, regia di Christian-Jaque (1970) (film incompiuto)
- Operazione Rosmarino, regia di Alessandra Populin (2002)
- Il nostro matrimonio è in crisi, regia di Antonio Albanese (2002)
- Il giorno + bello, regia di Massimo Cappelli (2006)
- Finalmente la felicità, regia di Leonardo Pieraccioni (2011)
- Cha cha cha, regia di Marco Risi (2013)
- Tutte le strade portano a Roma (All Roads Lead to Rome), regia di Ella Lemhagen (2015)
- La verità sta in cielo, regia di Roberto Faenza (2016)
- Ti presento Sofia, regia di Guido Chiesa (2018)

### Televisione
- Non cantare, spara, regia di Daniele D'Anza - miniserie TV (1968)
- Nebbia in Valpadana - serie TV (2000)
- Via Zanardi, 33 - serie TV (2001) - episodio: "Si fa presto a dire rimani te stesso"
- Giuda, regia di Raffaele Mertes - film TV (2001)
- Eldorado, regia di E. Galtafoni - film TV (2001)
- Vento di ponente - serie TV (2002-2004)
- Capri 3 - serie TV (2010)
- Il restauratore 2, serie TV (2014)

### Doppiaggio
- Ribelle - The Brave, regia di Mark Andrews e Brenda Chapman (2012)

## Teatro
- ...Sarà una bella società (2007)
- Shylock di Roberto Andò e Moni Ovadia tratto da William Shakespeare (2009)

## Letteratura
- (con Edmondo Berselli), ...Sarà una bella società, Libro + DVD, Bologna, Promo Music - Corvino Meda Editore, 2009
- Io sono immortale, Milano, Mondadori, collana Ingrandimenti, 2010